# Грайф, Генрих
Ге́нрих Грайф (Генрих Грейф, нем. Heinrich Greif; 11 марта 1907, Дрезден — 16 июля 1946, Берлин) — немецкий актёр и левый общественный деятель.

## Биография
Генрих Грайф родился 11 марта 1907 года в Дрездене.
С 1926 года учился в студии при театре «Фольксбюне» под руководством Э. Пискатора. В 1927 году начал сценическую деятельность в театре у Пискатора и в агитпропгруппе Г. Вангенхайма «Труппа 1931» (нем. Truppe 1931).
В 1931 году приехал в Советский Союз для участия в съёмках немецкой версии фильма «Восстание рыбаков».
В 1933 году вступил в Коммунистическую партию Германии. После прихода к власти нацистов вёл нелегальную партийно-профсоюзную работу, издавал театральный журнал «Рампа». Вскоре эмигрировал в Швейцарию.
В 1934—1935 годах играл в театре Цюриха, затем вернулся в Москву, где до 1945 года работал шеф-редактором немецкой редакции Московского радио и снимался в кино.
В 1945 году вернулся в Германию. Играл в Немецком театре им. М. Рейнхардта, а также работал в Управлении культуры в Дрездене.
Умер 16 июля 1946 года в Берлине, в клинике «Шарите», во время операции по удалению грыжи. Операцию выполнял лично начальник хирургического отделения 71-летний Фердинанд Зауэрбрух. К этому времени у Зауэрбруха уже наблюдались симптомы церебрального склероза, рутинная операция была проведена Грайфу с грубыми ошибками, повлёкшими смерть актёра.

## Память
В 1951 году в ГДР была утверждена Премия имени Генриха Грайфа за выдающиеся достижения в области киноискусства.

## Фильмография
| Год  |   | Русское название    | Оригинальное название            | Роль                           |
| ---- | - | ------------------- | -------------------------------- | ------------------------------ |
| 1933 | ф | Восстание рыбаков   | Der Aufstand der Fischer         |                                |
| 1936 | ф | Борцы               | Kämpfer                          | оберштурмфюрер Айкхофф         |
| 1939 | ф | Всадники            | Оригинальное название неизвестно | полковник Фельзен              |
| 1939 | ф | Шёл солдат с фронта | Оригинальное название неизвестно | фон Вирхов                     |
| 1941 | ф | Богдан Хмельницкий  | Оригинальное название неизвестно | Стефан Потоцкий                |
| 1944 | ф | Человек № 217       | Оригинальное название неизвестно | молчаливый Курт                |
| 1945 | ф | Это было в Донбассе | Оригинальное название неизвестно | чиновник биржи труда и гестапо |